# Impact Wrestling Rebellion
Rebellion – cykl gal wrestlingu, organizowanych corocznie w kwietniu, produkowanych przez amerykańską federację Impact Wrestling (IW) i nadawanych na żywo w systemie pay-per-view. Pierwsze wydarzenie miało miejsce w 2019.

## Lista gal
| Gala             | Data                              | Miasto                   | Arena                               | Walka wieczoru | Źródło      |
| ---------------- | --------------------------------- | ------------------------ | ----------------------------------- | --- | ----------- |
| Rebellion (2019) | 28 kwietnia 2019                  | Toronto, Ontario, Kanada | The Rebel Complex                   | The Lucha Brothers (Pentagón Jr. i Fénix) (c) vs. The Latin American Xchange (Santana i Ortiz) Full Metal Mayhem match o Impact World Tag Team Championship | [ 1 ]       |
| Rebellion (2020) | 21 kwietnia 2020 28 kwietnia 2020 | Nashville, Tennessee     | Skyline Studios                     | 21 kwietnia: Sami Callihan vs. Ken Shamrock Unsanctioned match 28 kwietnia: Moose vs. Michael Elgin vs. Hernandez Three-way match                           | [ 2 ] [ 3 ] |
| Rebellion (2021) | 25 kwietnia 2021                  | Nashville, Tennessee     | Skyline Studios                     | Kenny Omega (AEW) vs. Rich Swann (Impact) Title vs. Title match o AEW World Championship i Impact World Championship                                        | [ 4 ]       |
| Rebellion (2022) | 23 kwietnia 2022                  | Poughkeepsie, Nowy Jork  | Majed J Nesheiwat Convention Center | Moose (c) vs. Josh Alexander Singles match o Impact World Championship                                                                                      | [ 5 ]       |
| Rebellion (2023) | 16 kwietnia 2023                  | Toronto, Ontario, Kanada | Rebel Entertainment Complex         | Deonna Purrazzo vs. Jordynne Grace Singles match o zwakowany Impact Knockouts World Championship                                                            | [ 6 ]       |
| Rebellion (2024) | 20 kwietnia 2024                  | Paradise, Nevada         | Palms Casino Resort                 | Moose (c) vs. Nic Nemeth Singles match o TNA World Championship                                                                                             | [ 7 ]       |
| Rebellion (2025) | 27 kwietnia 2025                  | Los Angeles, Kalifornia  | Galen Center                        | Joe Hendry (c) vs. Frankie Kazarian vs. Ethan Page Three-way match o TNA World Championship                                                                 |             |

## Historia

### 2019
Pierwsza gala Rebellion odbyła się 28 kwietnia 2019 w The Rebel Complex w Toronto. Karta walk składała się z ośmiu pojedynków, w tym czterech o tytuły mistrzowskie. Walką wieczoru był Full Metal Mayhem Tag Team match o Impact World Tag Team Championship, w którym The Latin American Xchange (Ortiz i Santana) odebrali The Lucha Brothers (Pentagón Jr. i Fénix) tytuły mistrzowskie. Brian Cage został nowym Impact World Championem po zwycięstwie nad Johnnym Impactem, natomiast Rich Swann obronił Impact X Division Championship w oVe Rules matchu przeciwko Samiemu Callihanowi, podobnie jak Taya Valkyrie, która zachowała Impact Knockouts Championship, zwyciężając Jordynne Grace. Na gali zadebiutował Michael Elgin. Ponadto Tessa Blanchard pokonała długoletnią zawodniczkę federacji, Gail Kim. Był to symboliczny moment przekazania pochodni przez Kim dla rywalki, która wkrótce stała się pierwszoplanową postacią Impact Wrestling.

### 2020
W styczniu 2020 Impact Wrestling ogłosił, że druga edycja Rebellion odbędzie się 19 kwietnia w Terminal 5 w Nowym Jorku. W wyniku pandemii COVID-19 federacja postanowiła nagrać wydarzenie bez udziału publiczności w Skyline Studios w Nashville, następnie wyemitować je w dwóch odcinkach swojego sztandarowego programu telewizyjnego, Impactu!. Epizody, zaplanowane na 21 i 28 kwietnia, zostały nadane za darmo za pośrednictwem niektórych stacji telewizyjnych i serwisu internetowego Twitch. Na gali nie byli obecni niektórzy czołowi zawodnicy: Impact World Championka – Tessa Blanchard, Eddie Edwards, Impact Knockouts Championka - Jordynne Grace, Taya Valkyrie oraz Impact World Tag Team Championi – The North (Ethan Page i Josh Alexander). Karta walk składała się z dziewięciu pojedynków, w tym jednego o tytuł mistrzowski. W pierwszym dniu Willie Mack pokonał Ace’a Austina, zostając nowym Impact X Division Championem, natomiast w walce wieczoru Ken Shamrock wygrał z Samim Callihanem w Unsanctioned matchu. W walce wieczoru drugiego dnia Moose pokonał Michaela Elgina i Hernandeza, po czym obwołał się TNA World Heavyweight Championem. Na gali zadebiutowała Nevaeh.